# Штефан Негрішан
Штефан Негрішан (рум. Ştefan Negrişan; нар. 9 вересня 1958, село Печеняга, жудець Тульча, Соціалістична Республіка Румунія) — румунський борець греко-римського стилю, чемпіон та бронзовий призер чемпіонатів світу, триразовий срібний призер чемпіонатів Європи, учасник Олімпійських ігор.

## Біографія
У 1978 році став віце-чемпіоном на молодіжній європейській першості.
Перший успіх на міжнародних змаганнях найвищого рівня прийшов до Негрішана у 1982 році на чемпіонаті Європи у Варні, коли він завоював срібну нагороду. У фіналі він поступився радянському борцю Геннадію Єрмілову. Того ж року румунський спортсмен завоював свою першу нагороду світової першості. На чемпіонаті світу в Катовицях у день свого 24-річчя Штефан Негрішан здобув бронзову медаль.
Наступний рік не був успішним для румунського борця. На чемпіонаті Європи в Будапешті він не потрапив до трійки призерів, посівши четверте місце. А на чемпіонаті світу в Києві став лише сьомим.
У 1984 році в Єнчепінгу Штефан вдруге стає віце-чемпіоном Європи, знову у фіналі поступившись радянському борцю — цього разу Михайлу Прокудіну. Чемпіонат світу того року не проводився через Олімпійські ігри, що відбулися у Сполучених Штатах Америки. В умовах бойкоту більшістю соціалістичних країн лос-анджелеської Негрішан мав хороший шанс стати олімпійським призером, але не скористався ним. Спочатку він програв Владо Лисяку з Югославії, що став чемпіоном цих ігор, а потім у сутичці за третє місце несподівано легко поступився господарю змагань Джиму Мартінезу.
1985 рік став найуспішнішим для Штефана Негрішана. Спочатку він втретє став срібним призером європейської першості в Лейпцизі, знову поступившись у вирішальному поєдинку Михайлові Прокудіну, але через чотири місяці румунський борець взяв у нього реванш, вигравши у фіналі світової першості в Коботні і ставши чемпіоном світу. Ця нагорода стала останньою у кар'єрі Штефана Негрішана.
Наступного року він не зміг потрапити навіть до трійки призерів чемпіонату світу в Будапешті, посівши п'яте місце, а згодом завершив свої виступи на борцівському килимі.

## Спортивні результати на міжнародних змаганнях

### Виступи на Олімпіадах
| Змагання                    | Збірна  | Вагова категорія                 | Місце |
| --------------------------- | ------- | -------------------------------- | ----- |
| Літні Олімпійські ігри 1984 | Румунія | греко-римська боротьба, до 68 кг | 4     |

### Виступи на Чемпіонатах світу
| Змагання                        | Збірна  | Вагова категорія                 | Місце  |
| ------------------------------- | ------- | -------------------------------- | ------ |
| Чемпіонат світу з боротьби 1982 | Румунія | греко-римська боротьба, до 68 кг | Бронза |
| Чемпіонат світу з боротьби 1983 | Румунія | греко-римська боротьба, до 68 кг | 7      |
| Чемпіонат світу з боротьби 1985 | Румунія | греко-римська боротьба, до 68 кг | Золото |
| Чемпіонат світу з боротьби 1986 | Румунія | греко-римська боротьба, до 68 кг | 5      |

### Виступи на Чемпіонатах Європи
| Змагання                         | Збірна  | Вагова категорія                 | Місце  |
| -------------------------------- | ------- | -------------------------------- | ------ |
| Чемпіонат Європи з боротьби 1982 | Румунія | греко-римська боротьба, до 68 кг | Срібло |
| Чемпіонат Європи з боротьби 1983 | Румунія | греко-римська боротьба, до 68 кг | 4      |
| Чемпіонат Європи з боротьби 1984 | Румунія | греко-римська боротьба, до 68 кг | Срібло |
| Чемпіонат Європи з боротьби 1985 | Румунія | греко-римська боротьба, до 68 кг | Срібло |

### Виступи на інших змаганнях
| Змагання                           | Збірна  | Вагова категорія                 | Місце  |
| ---------------------------------- | ------- | -------------------------------- | ------ |
| Гран-прі Німеччини з боротьби 1983 | Румунія | греко-римська боротьба, до 68 кг | Золото |
| Гран-прі Німеччини з боротьби 1984 | Румунія | греко-римська боротьба, до 68 кг | Бронза |
| Гран-прі Німеччини з боротьби 1985 | Румунія | греко-римська боротьба, до 68 кг | 5      |
| Гран-прі Німеччини з боротьби 1987 | Румунія | греко-римська боротьба, до 68 кг | 5      |

### Виступи на змаганнях молодших вікових груп
| Змагання                                      | Збірна  | Вагова категорія                 | Місце  |
| --------------------------------------------- | ------- | -------------------------------- | ------ |
| Чемпіонат Європи з боротьби серед молоді 1978 | Румунія | греко-римська боротьба, до 62 кг | Срібло |